# Малов, Виктор Абрамович
Ви́ктор Абра́мович Мало́в (18 октября 1937 — 10 ноября 1990) — советский музыковед, режиссёр, педагог, просветитель, публицист. В разные годы жизни жил и работал в Новосибирской области, в городах Ставропольского и Краснодарского краёв.

## Биография
Родился в 1937 году в Ленинграде в семье Абрама Ехилевича Малова и Фаины Исааковны Мазия.
В 1960 году окончил Ленинградскую консерваторию по классу фагота. В 1978 году окончил ГИТИС по специальности режиссура эстрады и массовых представлений.
Сотрудничал с Фрунзенской коммуной и Коммуной им. А. С. Макаренко. В начале 1960-х годов работал в детском лагере «Орлёнок» на должностях начальника лагеря «Солнечный», музыкального руководителя дружины «Звёздная», руководителя духового оркестра лагеря.
Виктор Малов был главным режиссёром и художественным руководителем Ставропольской краевой филармонии и Краснодарской краевой филармонии, где создал и был бессменным ведущим Музыкального молодёжного клуба (1983—1990) и детской филармонии, в которой занималась Анна Нетребко.
Умер 10 ноября 1990 года в городе Сургуте в творческой командировке. Похоронен в г. Краснодаре на Славянском кладбище (участок 27, кв.3, ряд 4, № 109)
Жена — Любовь Александровна Балашкова, педагог, работала с мужем в Клубе юных коммунаров, старшей вожатой в лагере «Орлёнок».

## Творческая и просветительская деятельность
Был членом Общества «Знание» в качестве музыковеда-лектора.
В 1965—1966 годах был внештатным корреспондентом ленинградской газеты «Ленинские искры». В 1980-х годах — внештатным автором Краснодарского краевого радио.
Начиная с 1969 года печатался в ряде крупных изданий: «Учительская газета», «Советская культура», «Пионерская правда», «Вожатый», журналы «Воспитание школьников», «Музыка — детям».
Автор брошюр «Два праздника в лагере» (1966) и «Музыкальное воспитание в СССР» (1983).
Сотрудничал с Григорием Пономаренко, композитором Александрой Пахмутовой и поэтом Николаем Добронравовым, музыковедом и просветителем Михаилом Казиником и многими другими.
Принимал участие в международном семинаре по музыкальному воспитанию, проходившему в Польше в июне 1978 года.
Награждён значком «Отличник культурного шефства над Вооружёнными Силами СССР» (март 1990 года).